# 普雷西 (谢尔省)
普雷西（法語：Précy，法語發音：[pʁesi]）是法国谢尔省的一个市镇，位于该省东部，属于布尔日区。

## 地理
普雷西（47°5'58"N, 2°55'44"E）面积14.45 平方千米，位于法国中央-卢瓦尔河谷大区谢尔省，该省份为法国中部省份，北起卢瓦雷省，西接卢瓦-谢尔省和安德尔省，南至克勒兹省，东南接阿列省，东临涅夫勒省。
与普雷西接壤的市镇（或旧市镇、城区）包括：加里尼、瑞西勒绍德里耶、马赛莱索比尼、梅讷图库蒂尔。

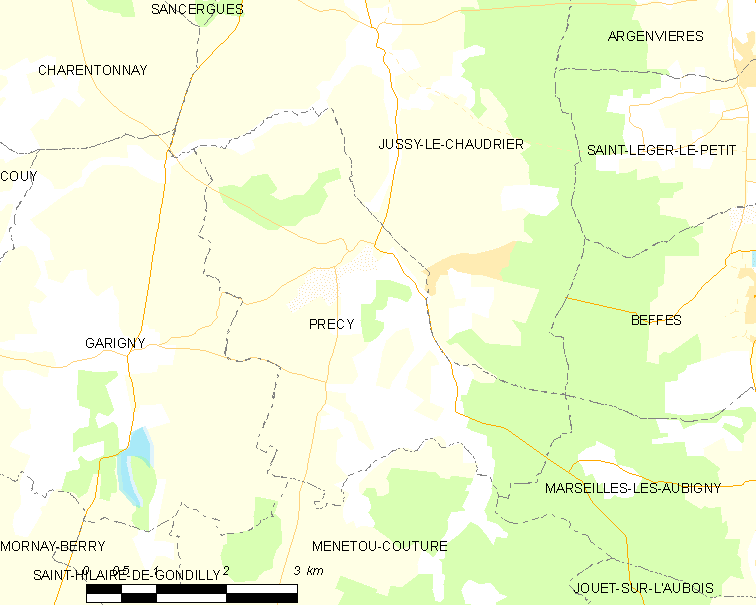
的OSM定位图

普雷西的时区为UTC+01:00、UTC+02:00（夏令时）。

## 行政
普雷西的邮政编码为18140，INSEE市镇编码为18184。

## 政治
普雷西所属的省级选区为阿沃尔县。

## 人口

1962-2008年间人口变化图示

普雷西于2022年1月1日时的人口数量为354人。